# Boris Mbala
Eugene Kevin Boris Mbala (* 19. Januar 1996 in Jaunde) ist ein kamerunisch-schweizerischer Basketballspieler.

## Laufbahn
Mbala wuchs bis zum zwölften Lebensjahr in Kamerun auf. Dort spielte er Fußball.
In der Schweiz spielte er zunächst weiterhin Fußball, zum Basketball brachte ihn sein Stiefvater. Mbala spielte Basketball in der Nachwuchsbewegung von Bulle Basket im Kanton Freiburg, ehe er in die Jugendabteilung von Fribourg Olympic wechselte. Dort gab er während des Spieljahres 2014/15 seinen Einstand in der Nationalliga A. 2016 wurde er mit Freiburg Schweizer Meister, 2018 gewann er mit der Mannschaft die Meisterschaft, den Cup sowie den Ligacup.
Im Sommer 2018 wechselte er innerhalb der Nationalliga zum BBC Monthey-Chablais, anschliessend schloss er sich wieder Fribourg Olympic an. 2021 wurde er mit Fribourg erneut Schweizer Meister, Mbala war Kapitän der Meistermannschaft. Die Saison 2021/22 wurde noch erfolgreicher, er holte mit Fribourg die Schweizer Meisterschaft, den Schweizer Pokalsieg sowie den Sieg im Ligacup und im Supercup. 2022/23 wurde Mbala mit der Mannschaft Schweizer Meister sowie Pokalsieger.
Im Juli 2023 nahm er ein Angebot von BC Gargždai (Litauen) an. Er bestritt zehn Ligaspiele für die Mannschaft (6,4 Punkte je Begegnung), am Jahresende 2023 trennte man sich. Im Januar 2024 schloss er sich den Lions de Genève an. Im April 2025 gewann er mit den Genfern den Schweizer Pokalwettbewerb und war im Endspiel mit 21 Punkten entscheidend an dem Erfolg beteiligt. In der Saison 2024/25 wurde er ebenfalls Schweizer Meister.

### Nationalmannschaft
Mbala nahm mit der U20-Nationalmannschaft der Schweiz an der B-Europameisterschaft 2015 teil. Er wurde im Vorfeld der Afrikameisterschaft 2017 ins Aufgebot der kamerunischen A-Nationalmannschaft berufen, verpasste das Turnier jedoch. Später wurde er in die Schweizer Herrennationalmannschaft berufen.